# Walter Couvreur (hoogleraar)
Walter Couvreur (1914-1996) was doctor in Oosterse talen en in de Letteren en Wijsbegeerte afdeling Klassieke Filologie, hoogleraar aan de Gentse universiteit, aanvankelijk in de vergelijkende grammatica van de Indo-Europese talen en daarna in het Hettitisch en het Tochaars. In de vroege naoorlogse periode werd Couvreur aangetrokken tot het Vlaams-nationalisme en begon hij een rol te vervullen in het Algemeen Nederlands Verbond.
Later had hij een belangrijke rol in het Vlaams Comité voor Federalisme, hij volgde Corneel Heymans op als voorzitter van dit comité. Met dit comité, en in samenwerking met Waalse federalisten, werkte hij in 1954 een federalistische grondwet uit voor België. Als een logisch gevolg begaf Couvreur zich in 1954 op het politieke strijdtoneel door de onderhandelingen van het verkiezingskartel, de Christelijke Vlaamse Volksunie, te leiden.
Na de mislukte verkiezingen van 1954 leidde hij de onderhandelingen over de vorming van een nieuwe Vlaams-nationale partij: de Volksunie. Van deze partij was hij de eerste voorzitter vanaf 1954 tot midden 1955, maar hij hield na enige maanden deze rol voor bekeken wegens interne aangelegenheden. Later speelde Couvreur geen enkele politieke rol meer.